# Катун (Алексинац)
Катун је насеље у Србији у општини Алексинац у Нишавском округу. Према попису из 2022. било је 422 становника (према попису из 1991. било је 700 становника).

## Демографија
У насељу Катун живи 470 пунолетних становника, а просечна старост становништва износи 45,6 година (44,5 код мушкараца и 46,6 код жена). У насељу има 213 домаћинстава, а просечан број чланова по домаћинству је 2,68.
Ово насеље је скоро у потпуности насељено Србима (према попису из 2002. године), а у последња три пописа, примећен је пад у броју становника.
|  |

| Демографија | Демографија | Демографија |
| Година      | Становника  | Становника  |
| ----------- | ----------- | ----------- |
| 1948.       | 937         |             |
| 1953.       | 1.008       |             |
| 1961.       | 980         |             |
| 1971.       | 830         |             |
| 1981.       | 761         |             |
| 1991.       | 700         | 693         |
| 2002.       | 571         | 593         |

| Етнички састав према попису из 2002.‍ | Етнички састав према попису из 2002.‍ | Етнички састав према попису из 2002.‍ | Етнички састав према попису из 2002.‍ | Етнички састав према попису из 2002.‍ |
| ------------------------------------ | ------------------------------------ | ------------------------------------ | ------------------------------------ | ------------------------------------ |
|                                      |                                      |                                      |                                      |                                      |
| Срби                                 | Срби                                 |                                      | 570                                  | 99,82%                               |
| непознато                            | непознато                            |                                      | 0                                    | 0,0%                                 |

| Година пописа     | 1948. | 1953. | 1961. | 1971. | 1981. | 1991. | 2002. |
| ----------------- | ----- | ----- | ----- | ----- | ----- | ----- | ----- |
| Број домаћинстава | 192   | 228   | 237   | 218   | 210   | 198   | 213   |

| Број чланова      | 1  | 2  | 3  | 4  | 5  | 6 | 7 | 8 | 9 | 10 и више | Просек |
| ----------------- | -- | -- | -- | -- | -- | - | - | - | - | --------- | ------ |
| Број домаћинстава | 51 | 69 | 32 | 35 | 16 | 5 | 4 | 1 | 0 | 0         | 2,68   |

| Пол    | Укупно | Неожењен/Неудата | Ожењен/Удата | Удовац/Удовица | Разведен/Разведена | Непознато |
| ------ | ------ | ---------------- | ------------ | -------------- | ------------------ | --------- |
| Мушки  | 238    | 58               | 163          | 14             | 3                  | 0         |
| Женски | 256    | 34               | 165          | 54             | 3                  | 0         |
| УКУПНО | 494    | 92               | 328          | 68             | 6                  | 0         |

| Пол    | Укупно                    | Пољопривреда, лов и шумарство | Рибарство                            | Вађење руде и камена | Прерађивачка индустрија       |
| ------ | ------------------------- | ----------------------------- | ------------------------------------ | -------------------- | ----------------------------- |
| Мушки  | 131                       | 65                            | 0                                    | 1                    | 15                            |
| Женски | 69                        | 49                            | 0                                    | 0                    | 2                             |
| УКУПНО | 200                       | 114                           | 0                                    | 1                    | 17                            |
| Пол    | Производња и снабдевање   | Грађевинарство                | Трговина                             | Хотели и ресторани   | Саобраћај, складиштење и везе |
| Мушки  | 0                         | 10                            | 6                                    | 7                    | 4                             |
| Женски | 1                         | 0                             | 4                                    | 2                    | 0                             |
| УКУПНО | 1                         | 10                            | 10                                   | 9                    | 4                             |
| Пол    | Финансијско посредовање   | Некретнине                    | Државна управа и одбрана             | Образовање           | Здравствени и социјални рад   |
| Мушки  | 0                         | 1                             | 6                                    | 5                    | 3                             |
| Женски | 0                         | 1                             | 0                                    | 3                    | 6                             |
| УКУПНО | 0                         | 2                             | 6                                    | 8                    | 9                             |
| Пол    | Остале услужне активности | Приватна домаћинства          | Екстериторијалне организације и тела | Непознато            | Непознато                     |
| Мушки  | 1                         | 0                             | 0                                    | 7                    | 7                             |
| Женски | 0                         | 0                             | 0                                    | 1                    | 1                             |
| УКУПНО | 1                         | 0                             | 0                                    | 8                    | 8                             |